# 椎尾弁匡
椎尾 弁匡（しいお べんきょう、1876年7月6日 - 1971年4月7日）は、日本の仏教学者・浄土宗僧侶・政治家。大正大学学長・大本山増上寺法主などを歴任。三康文化研究所の初代所長。

## 経歴
1878年、名古屋円福寺住職椎尾順位の五男として生まれ、13歳で得度。東京帝国大学文学部を恩賜の銀時計組で卒業後、宗教大学（後の大正大学）・日本大学・早稲田大学などで仏教学の講義を担当。1913年に東海中学校校長となり、1922年に仏教運動として共生（ともいき）運動を始める（英語の呼称は1923年に考案した。英: the Philosophy of Symbiosis）。1915年（大正4年）、東京帝国大学に学位論文を提出して文学博士号を取得
1926年に大正大学教授に就任、同学学長を3度経験する（第6代・第9代・第14代）。僧職の傍ら、1928年の総選挙に愛知1区から立候補し当選すると、衆議院議員を3期にわたって務めた。
戦前の著作では「日本の不滅の生命を點じて支那に不滅の支那を建設すると云ふのが、今次支那事変の真義である。その大生命の実現のために、随所に兵を動かし、幾百萬の生命をさへ殺して行くことが肯定されるのである」「人を軽んじて、ただ金を重んずるといふ猶太民族思想といふものを人類から取除いてしまふということは日本に課せられて居るところの第三の使命」など、軍国主義・排外主義的な論を強く主張した。
住職として建中寺（1926年）、清浄華院（1940年）に赴く（晋山）と第二次世界大戦を経た1945年、増上寺法主となり、戦災で大打撃を受けた寺の復興に当たった。また東海学園理事長を務め、1963年に東海学園女子短期大学（現東海学園大学）が開学すると初代学長の座につく。東海学園を卒業した黒川紀章（1934年-2007年）は在学中に椎尾から「共生」について薫陶を受け、また椎尾が共生に英訳（the Philosophy of Symbiosis）を当てていたことは1990年代に改めて気づいたと、自著『Each One a Hero: The Philosophy of Symbiosis』で述べている。

## 後世に与えた影響、評価
同学の『共生文化研究』において椎尾の研究が進んでいる（2016年創刊、ISSN 2432-4396）。#研究資料の項にて後述する。

## 栄誉栄典
- 勲四等瑞宝章 1940年（昭和15年）　教育者として[12]。
- 紫綬褒章 1956年（昭和31年）　学術上の貢献に対して[12]。

## 主な著作
- 大島 泰信（共著）『佛教讀本』宗教大學出版部、1907年。 NCID BB11478698。（明治40年）第1巻、第2巻
- 「十一 現代基督教及浄土教の比較」『高等講習会夏安居講演集』望月信道（編）浄土教報社、1909年。擬講文学士として。doi:10.11501/820579 国立国会図書館／図書館送信参加館内公開 (コマ番号 0086.jp2-)
- 「米國だより」『宗教界』第10巻第4号、宗教界雑誌社、1914年4月、p.76- (コマ番号 0040.jp2）国立国会図書館内/図書館送信。
- 「死—自由の死」『村松察隆上人』村松隆三（編）、増上寺、1917年、p.1-9。doi:10.11501/916757 (コマ番号0005.jp2-0009.jp2)
- 『安心生活』良書刊行会、1917年、doi:10.11501/944161
- 上宮教会（編）「淨土宗敎義大意」『仏教の新研究』、大阪屋号書店、東京、1918年、p.49- (コマ番号 0030.jp2)、doi:10.11501/943692。国立国会図書館／図書館送信参加館内公開。宗敎大學敎授文學博士の名義。
- 「敎理史上より観たる冏師」『宗教界』第15巻第10号（冏師研究号）宗教界雑誌社、1919年10月、p.19- doi:10.11501/11207033(コマ番号 0012.jp2-) 国立国会図書館／図書館送信参加館内公開
- 『文化の権威』隆文館図書、1920年、doi:10.11501/963203
- 『朝鮮文化の研究』仏教朝鮮協会（編）、仏教朝鮮協会、1922年、doi:10.11501/965777
  - 「対鮮所感」85-95頁。(コマ番号 0048.jp2-0056.jp2)
  - 「教化史上より見たる朝鮮仏教」108-127頁。(コマ番号 0060.jp2-0069.jp2)
- 『婦人の覚醒』（講演録）、共生会出版部〈共生叢書 ; 第1〉、1922年、doi:10.11501/972251
  - 「一 婦人問題」「二 罪の婦人」「三 尊き婦人」「眞の女性」
- 『国民精神作興に関する詔書衍義』浄土宗務所、1924年、doi:10.11501/1021483
- 「佛教々理史上より見たる法然上人」『我祖法然上人』高瀬承厳（編）、西巣鴨町 (東京府)：無礙光社、1924年、doi:10.11501/971091(コマ番号 0008.jp2) 国立国会図書館／図書館送信参加館内公開
- 『農村社会政策講座講演集』岐阜県社会事業協会、1926年、doi:10.11501/921071
  - 「思想問題」280-387頁。(コマ番号 0145.jp2-0198.jp2)
  - 「思想問題解决の關鍵」519頁-。(コマ番号 0264.jp2-0069.jp2)
- 『社会の宗教』 甲子社書房、1926年[17]
- 「仏教徒の生活」『瞻仰』瞻仰会（編）、瞻仰会、1926年（大正15年）。
- 「社会の宗教」『人間の宗教』 甲子社書房、1928年[20]
- 「聖徳太子十七條憲法講義 : 聖徳太子さまの御明達 : 付録」椎尾辨匡（述）『共生』(昭和2-13)に掲載。
- 『共生講壇』 共生会出版部、1928年
- 『共生の基調』 共生会出版部、1929年
- 『授戒講話』 弘道館、1931年
- 『有信有業の教育』 甲子社書房、1932年
- 『佛教經典概説』 佛教經典叢書刊行會、1932年
- 『仏教要領十講』 共生会出版部、1933年
- 『いのちの泉』 共生会出版部、1933年
- 『六方礼経講話』 大東出版社、1934年
- 『楊城縉紳集 昭和甲戌』珊珊社、1934年
- 「孝譽大僧正を偲び奉る」『孝誉現有大僧正』知恩院寺務所、1934年、p.119 doi:10.11501/1105068(コマ番号 0078.jp2) 国立国会図書館／図書館送信参加館内公開
- 『般若経』 東方書院、1934年
- 『信仰のすがた』 共生会出版部、1935年
- 『新興宗教批判』 共生会名古屋支部、1935年
- 『仏教より見たる国体明徴』 名古屋仏教青年聯盟出版部、1936年
- 『本当に生きる道』 実業之日本社、1937年
- 『精神総動員と国民融和』 中央融和事業協会、1938年
- 『生きる御国 正法王国の拡充』 共生会出版部、1938年
- 『新時代の仏教叢書』 大東出版社、1938年
- 『発展日本の姿』 共生会出版部、1938年
- 『東亜新秩序の建設』 共生会、1939年
- 『法然と日本文化』 浄土宗教学局、1940年
- 大正大学出版部（編）「隈溪矢吹君を憶ふ」『大正大学々報』第30･31輯（矢吹慶輝博士追悼号）、1940年、559 (コマ番号 0292.jp2)、doi:10.11501/1148007。国立国会図書館／図書館送信参加館内公開
- 『共栄の大道』 共生会、1941年
- 『人間と宗教』 潮文閣、1941年
- 『業務の神聖』 目黒書店、1942年
- 『仏教の要領』 大東出版社、1949年
- 『日本浄土教の中核』 大東出版社、1950年
- 『法然上人の影』 共生会、1952年
- 『真実に生きる道』 東成出版社、1953年
- 『極楽の解剖』 東大学術助成協会、1958年。doi:10.11501/2980420。

### 印度學佛教學研究
『印度學佛教學研究』（日本印度学仏教学会 ISSN 0019-4344）に椎尾の分析がある。
- 永井 隆正「椎尾弁匡の仏教教育について (日本大学における第二十八回〔日本印度学仏教学会〕学術大会紀要-2-)」第26巻第2号、1978年3月、doi:10.4259/ibk.26.723、NAID 40000154526。
- 前田 惠學「椎尾辨匡師と共生の思想」第45巻第2号、1997年、doi:10.4259/ibk.45.676、NAID 130004026541。
- 神谷 正義「椎尾弁匡師と共生思想 (東洋大学における第五十一回〔日本印度学仏教学会〕学術大会紀要(1))」第49巻第1号、2000年12月、doi:10.4259/ibk.49.269、NAID 110002663324。

### 共生文化研究
『共生文化研究』（東海学園大学 ISSN 2432-4396）で椎尾の研究が進んでいる。
創刊号、2016年3月。
- 加藤良光「昭和十六年『共生』誌における椎尾辨匡師の言説について」p.1-16。
- 齋藤蒙光「椎尾弁匡の浄土教解釈 ―往生浄土と阿弥陀仏について―」p.67-85。

第2号、2017年3月。
- 加藤良光「昭和十五年『共生』誌における椎尾辨匡師の言説について」p1-5。
- 菊山隆嘉「椎尾辨匡師の「共生」思想形成史」p.17-38。
- 髙木茂樹「東海中学校における名誉校長椎尾辨匡の講演活動 ―戦前の校報「東海会報」を拠りどころに―」。

第3号、2018年3月。
- 加藤良光「昭和十四年『共生』誌における椎尾辨匡師の言説について」 p.1-16。

第4号、2019年3月。
- 加藤良光「昭和十三年『共生』誌における椎尾辨匡師の言説について」p.1-17。

第5号、2020年3月。
- 加藤良光「昭和十二年『共生』誌における椎尾辨匡師の言説について」p.1-18。

第6号、2021年3月。
- 髙木茂樹「史料紹介：雑誌『共生』と椎尾辨匡の思想」p.75-90。
- 近藤辰巳「椎尾弁匡の「帰依三宝」理解に関する一考察」p.63-73。
- 村上真瑞「建中寺所伝椎尾辨匡氏直筆永代祠堂靈鑑序について」p.47-66。
- 加藤良光「昭和十一年『共生』誌における椎尾辨匡師の言説について」p.1-20。

### その他の資料
- 椎尾博士喜寿記念会 編「椎尾弁匡」『喜寿記念　椎尾博士と共生』』椎尾博士喜寿記念会、1953年。

- 松濤基『椎尾弁匡先生伝』東海学園同窓会、1961年。
- 林霊法 編『椎尾弁匡先生追悼録』東海学園仏教青年会、1971年。
- 藤井実応『椎尾弁匡先生の片影』1990年。

- 真野龍海「列伝 椎尾辨匡上人」『浄土』第66巻第2号/第3号、法然上人鑽仰会、2000年3月、22-25頁、doi:10.11501/6076016。国立国会図書館内/図書館送信
- 大橋俊雄『浄土宗人名事典』斎々坊、2001年。
- 『禅と念仏』第21号、禅と念仏社、所沢、2006年4月、60-83頁。
  - 椎尾 孝子「とてつもなくお偉いお方さまでした」p.61-67
  - 奈倉 道隆「椎尾弁匡師の人柄と共生の活動」p.72-75
  - 巖谷 勝正「『世界に共生を』は実現するか」p.76-79
  - 粂原 恒久「椎尾弁匡師の教学と教化」p.80-83

- 辻井清吾「椎尾辧匡師と共生主義について」『佛教経済研究』第34号、駒澤大学仏教経済研究所、2005年5月、129-146頁。
- 椎尾 匡人、石上 善應、小澤 憲珠 ほか 編「椎尾弁匡略伝及年表」『椎尾辨匡上人の世界 : 没後四十年御遠忌記念出版』USS出版、2012年、153-160頁。 使用参考書: p152
  - 「一紙小消息」『椎尾辨匡上人の世界 : 没後四十年御遠忌記念出版』遺音篇、CD5枚組。1968年6月13日-同月14日の教学高等講習会の録音。（収録時間: CD1: 66分30秒。CD2: 61分47秒。CD3: 67分57秒、CD4: 59分31秒、CD5: 66分19分）NCID BB08410324
- 三浦宏文「「踊る大捜査線」の哲学 ―共に生きていく思想―」『実践女子大学短期大学部紀要』第37巻、実践女子大学、2016年3月、63-78頁、ISSN 2189-6364。椎尾の共生論と刑事ドラマ『踊る大捜査線』シリーズ初期の構想との比較。
- 江島尚俊、西城宗隆ほか (2018年3月30日).  WEB版新纂浄土宗大辞典 編集・管理会議: “椎尾弁匡”. WEB版新纂浄土宗大辞典.   浄土宗. 2022年5月29日閲覧。書籍版『新纂浄土宗大辞典』（浄土宗、2016年＝平成28年）の電子化改版。浄土宗総合研究所「浄土宗基本典籍の電子化」プロジェクト協力。